# Siège de Ma'arra
Batailles
- Xerigordon
- Civetot
- Nicée
- Dorylée
- Antioche
- Ma'arra
- Jérusalem
- Ascalon

Le Siège de Maarat, ou Ma'arra est survenu en décembre 1098 dans la ville de Ma'arrat al-Numan, dans ce qui est à présent la Syrie, lors de la Première croisade. Il est resté célèbre pour les actes de cannibalisme perpétrés par les Croisés, frappés par une famine.

## Prologue
Après que les Croisés, dirigés par Raymond de Saint-Gilles et Bohémond de Tarente, ont assiégé avec succès Antioche, ils ont commencé un raid de la campagne environnante pendant les mois d'hiver. Les Croisés avaient été inefficaces dans l'évaluation et la protection de leurs lignes d'approvisionnement, ce qui a conduit à une généralisation de la faim et le manque d'équipement approprié à l'intérieur des armées croisées.

## Déroulement
Le 11 décembre 1098, la forteresse fut prise par les croisés de Raymond IV de Toulouse, dit Raymond de Saint-Gilles, comte de Toulouse et Bohémond de Tarente, dit Bohémond de Hauteville après un siège de trois semaines. Le 5 janvier 1099, Raymond démantela la forteresse de Ma`arrat après que les croisés y eurent massacré des milliers de personnes. Le 13 janvier, l'armée reprit sa marche vers le sud, nu-pieds et vêtus en pèlerins, suivie par Robert II de Normandie et Tancrède, neveu de Bohémond.
Avant l'arrivée des Franj, la population vivait sereinement derrière les remparts de sa cité circulaire. Leur vignobles, leurs champs d'oliviers et de figuiers assuraient leur modeste prospérité.
Selon Amin Maalouf, qui cite Raoul de Caen, la prise de cette ville fut accompagnée d'actes de cannibalisme de la part des croisés. « A Maara, les nôtres faisaient bouillir des païens adultes dans les marmites, ils fixaient les enfants sur des broches et les dévoraient grillés. » Cet aveu du chroniqueur franc Raoul de Caen, les habitants des localités proches de Maara ne le liront pas,. Ultérieurement, les témoins ont expliqué ces actes par la famine, due à l'hiver et au manque de ravitaillement. Amin Maalouf, se référant à Albert d'Aix, dit ceci : « Les nôtres ne répugnaient pas à manger non seulement les Turcs et les Sarrasins tués, mais aussi les chiens,. ».
Cependant ces sources sont remises en question par certains historiens (cf article première croisade)
« Je ne sais pas si c'est un pâturage de bêtes sauvages ou ma maison, ma demeure natale ! », écrit par un poète anonyme.